# Römppäviikko
Römppäviikko (svenska: Römppäveckan) är en fest-, kultur- och dansvecka i Pajala kommun i svenska Tornedalen som arrangerats sedan 1987. Veckan inträffar i slutet av september vid tiden för Mickelsmäss.
Från söndag till lördag anordnas olika slags aktiviteter och dansarrangemang i kommunens olika byar med avslutning i centralorten Pajala. Arrangemanget startade som en del av firandet av 400 årsminnet av den första kända bosättningen i Pajala - 1587. 
Vad det tornedalsfinska ordet "römppä" betyder är oklart, "viikko" betyder vecka. Ännu på 1930-talet firades Römppäviikko i norra Sverige och i Finland och var den vecka sent på hösten då tjänstefolk fick sin lön och hade möjlighet att byta arbetsgivare. Ofta ordnades danser och andra fester där de lediga umgicks och ibland uppstod tycke som ledde till långvariga relationer.
Römppäviikko uppmärksammades stort i både svensk och internationell media då kommittén som arrangerade evenemanget organiserade bussresor för singelkvinnor till Pajala.